# ブロー・ウィンド・レコード
株式会社ブロー・ウィンド・レコード（BLOW WIND RECORDS Inc.）は、日本のレコード会社である。現在は目立った活動はなく休眠状態にある。

## 概要
渋谷、四谷、湘南にレコーディングスタジオを構えるフリースタジオが、自社の制作力を活かして設立したレコード会社。小規模ながら内包レーベル数やアーティスト数、タイトル数が多く、メジャーの登竜門的な位置付けのレコード会社であった。業績不振からアーティストへの不払いが多発し、コロムビアへ販売委託された全タイトルが廃盤となった。

## レーベル別主要アーティスト

### Blow Wind Records
- 柳生伸也
- 藤神敬也
- 谷口ひでたか
- ラビリンスと香澄
- 歌織
- ライトライブ
- 三叉路
- 詩季
- ZEAL
- Amy-N-Ryoo
- GANXSTA D.X
- CURIO
- TOKMA
- 財津一郎＆タケモット
- 黄昏chord
- 永瀬翼
- フジタユウイチロウ
- 関根京介

他多数

### Yume no shima
- waffles
- LUNKHEAD

### SEDONA label
- SHUHEI

### beatshop works
- セーリング

### Visual Arts Label
- 川辺里津子
- Sunny Side Garden
- jiroh-maru
- 鶴田晋一

### SPOOKY TONE LABEL
- プロペラ

### FOOD LABEL
- Virgin Berry

他

### VORTEX
- SYLPH

他

### cage label
- NOPLAY

他

### Source Can label
- Ryoko

### CIMS Music Entertainment
(2007年メジャーレーベルとして独立（ユニバーサルミュージック）)
- 川久保美緒

### R-records
- the rise 4 surprise

### INSPIRE MUSIC
- のあ

### 安 label
- 鶴橋安兵衛

### 極楽 A GO!GO! Records
- ザ・マスミサイル

他

### m→round records
- 江崎稔子

### POCKETIA
- Lyon

他

## 販売委託先
- コロムビア